# Elżbieta Potocka
Elżbieta Potocka (ur. 27 lutego 1949 w Elblągu) – dr nauk politycznych, specjalista w zakresie stosunków międzynarodowych, dziennikarz i publicysta – absolwentka Instytutu Nauk Politycznych Uniwersytetu Warszawskiego (1971), doktorat na Wydziale Dziennikarstwa i Nauk Politycznych Uniwersytetu Warszawskiego (1980). W latach 1998–2005 – adiunkt w Centrum Badań Azji Wschodniej w Instytucie Studiów Politycznych PAN (ISP PAN). Wykładowca m.in.: w Instytucie Stosunków Międzynarodowych na Wydziale Dziennikarstwa i Nauk Politycznych UW, w Szkole Wyższej Psychologii Społecznej, Akademii Finansów i Biznesu Vistula w Warszawie. Członek założyciel Towarzystwa Azja-Pacyfik i jego Sekretarz Generalny w latach 1998–2003. Współzałożyciel (1998) i redaktor (1999-2003) rocznika „Azja-Pacyfik, Społeczeństwo – Polityka – Gospodarka”, Wyd. Marszałek, Toruń.

## Problematyka badań
Daleki Wschód, ze szczególnym uwzględnieniem polityki i cywilizacji Japonii, Korei i Chin, a także przemiany zachodzące w Hongkongu i Makau po powrocie tych terytoriów do macierzy.

## Praca zawodowa
Sekretariat ONZ w Nowym Jorku, Ambasada Polska w Tokio; W latach 1991–2003 współpraca z japońską gazetą „Tokyo Shimbun”, tygodnikiem „Wprost”, miesięcznikiem lobbingowym „Decydent”, magazynem „Polską Zbrojną”. W latach 2004–2009 – Konsulat Generalny RP w Hongkongu z akredytacją w Makau.

## Publikacje
Autorka, współautorka i redaktorka wielu publikacji na temat Japonii, Korei, Hongkongu, Makau, m.in.:
- Korea. Doświadczenia i perspektywy, Wyd. Adam Marszałek, Toruń 2002,
- Japonia mocarstwo na rozdrożu, Wyd. UŁ, Łódź 2004,
- Azja Wschodnia na przełomie XX i XXI wieku, ISP PAN, Wyd. Trio, Warszawa 2004.
- Kobiety w cywilizacji konfucjańskiej, Wydawnictwo Naukowe GRADO, Toruń 2014.
- Korea Północna – przebudzanie, Time Marszałek Group, Toruń 2020.
- Makau – element chińskiej wizji świata, Wydawnictwo Naukowe GRADO, Toruń 2021.

## Ważniejsze artykuły
- Pearl Harbor – konflikt nieunikniony, „Azja-Pacyfik”, 4/2001.
- Spór terytorialny – główną przeszkodą w normalizacji stosunków rosyjsko-japońskich, „Azja-Pacyfik”, 2/99.
- Hongkong – blaski i cienie trudnej integracji, „Azja-Pacyfik”, 10/2009.
- Militarne i polityczne aspekty przystąpienia Związku Radzieckiego do wojny z Japonią, „Dzieje Najnowsze”, 1/2000.
- Japonia – przemiany wewnętrzne w ostatnim dziesięcioleciu XX wieku. Od społeczeństwa grupowego do zagubionej jednostki, „Japonia mocarstwo na rozdrożu”.
- Japonia. Jednostka i społeczeństwo, „Jednostka i społeczeństwo w Azji wschodniej”, red. Adam W. Jelonek, Wyd. Adam Marszałek, Toruń 2007.
- Japonia w cieniu kryzysu. Przemiany wewnętrzne w ostatniej dekadzie XX w., „Azja Wschodnia na przełomie XX i XXI wieku. Przemiany polityczne i społeczne”, ISP PAN – Trio, Warszawa 2004.
- Japonia w poszukiwaniu nowej pozycji w społeczności międzynarodowej, „Azja Wschodnia na przełomie XX i XXI wieku. Stosunki międzynarodowe”.
- 21st Century – Japan in the Shadow of China?, „Chinese Cross Currents”, Macau Ricci Institute 2011.